# ليستير هايات
ليستير هايات (بالإنجليزية: Lester Hiatt)‏ هو عالم إنسان أسترالي، ولد في 1931، وتوفي في 2008.

## وصلات خارجية
- ليستير هايات على موقع ديسكوغز (الإنجليزية)
- ليستير هايات على موقع ديسكوغز (الإنجليزية)